# نظام قائم بذاته
النظام القائم بذاته هو نظام متكامل في كيان واحد مستقل، سمى بذلك تشبيها له بالقوائم الصخرية. ويختلف المعنى قليلاً حسب سياق الحديث عن برامج الحاسب أو مكوناته المادية (عتاده).

## في التطبيقات
يطلق مصطلح النظام القائم بذاته على البرمجيات التطبيقية إذا كانت لها بنية قائمة بذاتها، بمعنى أن مكوناتها تتشابك وظيفيًا، بدلاً من أن تكون منفصلة.

## في المكونات المادية
يُوصف العتاد الحاسوبي (مثل المعالج متعدد النواة) بأنه قائم بذاته إذا دُمجت مكوناته معًا في دائرة متكاملة واحدة.

## في برنامج النظام
في سياق الحديث عن برمجيات النظام، تُمثل النواة القائمة بذاتها (المتجانسة) بنية لنظام التشغيل حيث يعمل نظام التشغيل بأكمله في مساحة المستخدم.